# XII SS Cuerpo
El XII SS Cuerpo de Ejército era un cuerpo de las Waffen-SS. Combatió en los frentes Occidental y Oriental durante la Segunda Guerra Mundial.

## Formación
Se formó el 1 de agosto de 1944 en Silesia a partir de los restos del Kampfgruppe von Gottberg y el LIII Cuerpo de Ejército, y se agregó al 3.er Ejército Panzer. Desde septiembre de 1944, luchó en el Frente Occidental como parte del 1.º Ejército Paracaidista. Más tarde luchó bajo las órdenes del 15.º Ejército en la Línea Sigfrido y el Frente del Ruhr. El cuerpo fue rodeado y destruido en la bolsa del Ruhr en abril de 1945.

## Comandantes
- 1 de agosto de 1944: SS-Obergruppenführer und General der Waffen-SS Matthias Kleinheisterkamp
- 6 de agosto de 1944: SS-Obergruppenführer und General der Waffen-SS Curt von Gottberg
- 18 de octubre de 1944: SS-Obergruppenführer und General der Waffen-SS Karl Maria Demelhuber
- 20 de octubre de 1944: General de Infantería Günther Blumentritt
- 20 de enero de 1945: Generalleutnant Fritz Bayerlein
- 29 de enero de 1945: Generalleutnant Eduard Crasemann

## Orden de batalla
16 de septiembre de 1944
- 548.ª División de Granaderos
- 7.ª División Panzer

1 marzo de 1945
- 176.ª División de Infantería
- 183.ª División Volksgrenadier
- 338.ª División de Infantería
- 130. Panzer-Lehr-Division